# TT100
La tomba TT100 (nomenclatura actual, les sigles són de l'anglès Theban Tomb, Tomba Tebana) és la tomba privada del djati de l'Alt Egipte Rekhmire, construïda durant l'Imperi Nou d'Egipte. Està situada a l'antiga necròpolis de Sheikh Abd al-Gurnah (Vall dels Nobles) a la necròpolis tebana ("Tebes Oest"), a la riba oest del Nil, a l'altra banda de l'actual ciutat de Luxor (antiga Tebes). No hi ha proves que l'hipogeu s'emprés com a tomba, pot haver estat una capella mortuòria o potser un cenotafi, i la tomba real podria estar en un altre lloc encara no identificat de la necròpolis tebana.
La tomba destaca per la rica decoració, per la varietat de temes representats, per l'originalitat d'algunes escenes i per la gran informació que aporta sobre la vida egípcia durant els regnats de Tuthmosis III i d'Amenofis II (dinastia XVIII), època en què Rekhmire va exercir de djati. Gardner Wilkinson afirmà el 1835 que les pintures d'aquesta tomba aportaven més informació sobre la cultura de l'Antic Egipte que qualsevol altra font coneguda. També és una de les tombes més grans de la Vall dels Nobles.

## Rekhmire
Rekhmire va exercir de djati, un càrrec només superat pel poder del faraó, durant els últims anys del regnat de Tuthmosis III i els primers del d'Amenofis II (Amenhotep II), durant una època de gran prosperitat per a Egipte, amb nous territoris conquerits i intenses relacions polítiques i comercials amb l'estranger. Tuthmosis III havia engegat també una campanya important de construccions i reformes arquitectòniques i de foment de l'art i de l'artesania que va continuar el seu fill i successor Amenofis II. Rekhmire va acumular una colla de càrrecs i títols en aquesta època, cap a un centenar, entre els quals destacava, a part del de djati, el d'alcalde de Tebes.

## Galeria d'imatges

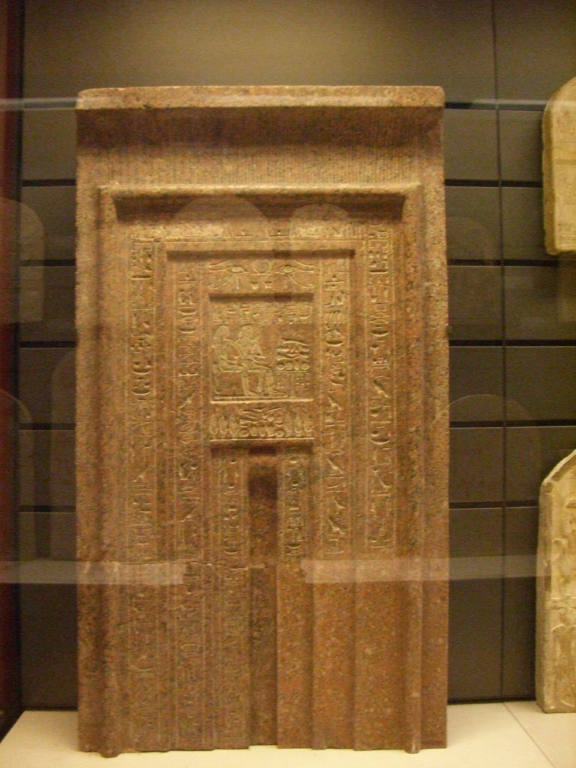
Porta falsa procedent de la tomba. Museu del Louvre.
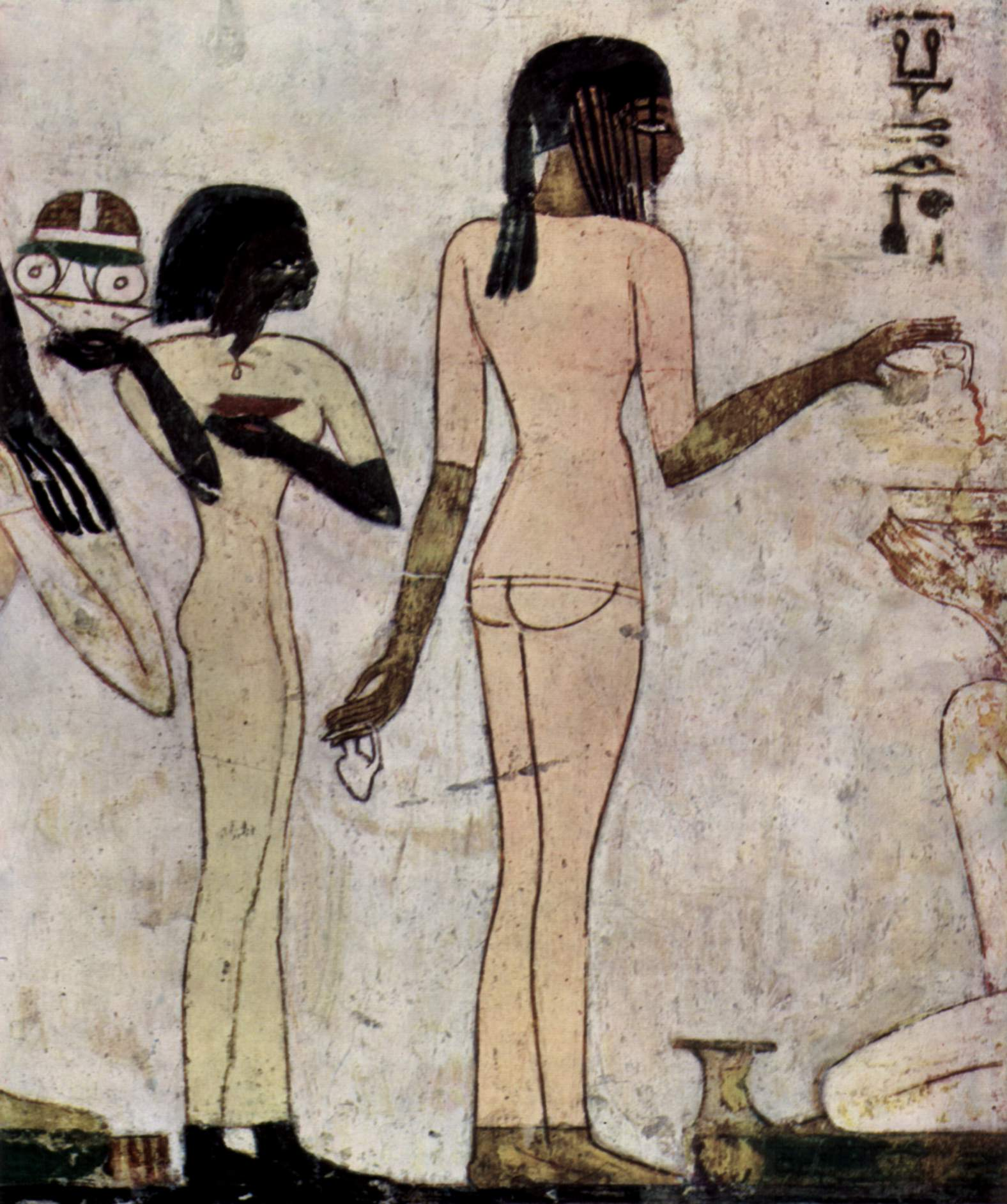
Detall del banquet funerari de Rekhmire per a les dones de la família (ritus funeraris).
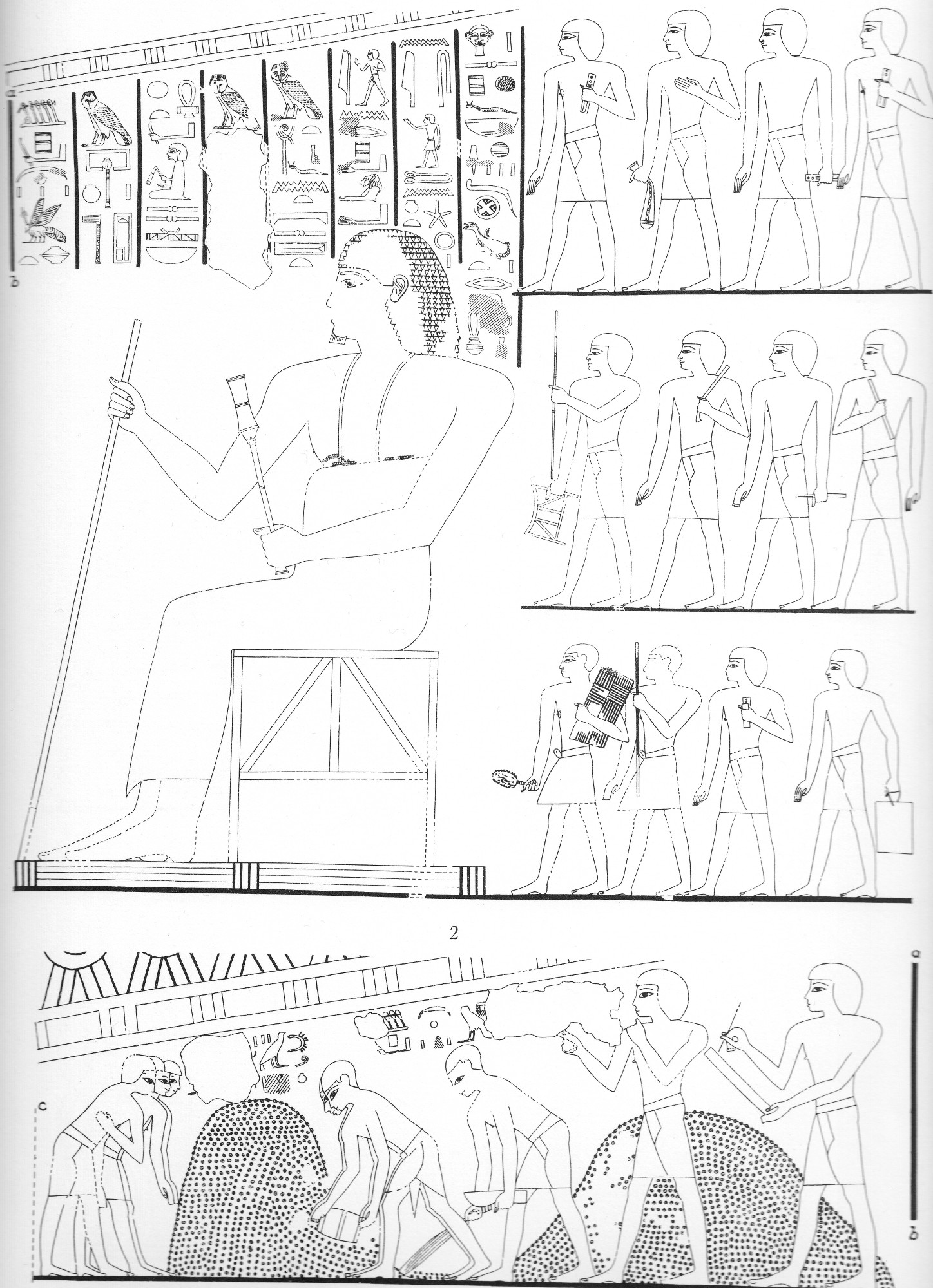
Rekhmire controla els magatzems. Reproducció de de Garis Davies, 1935.
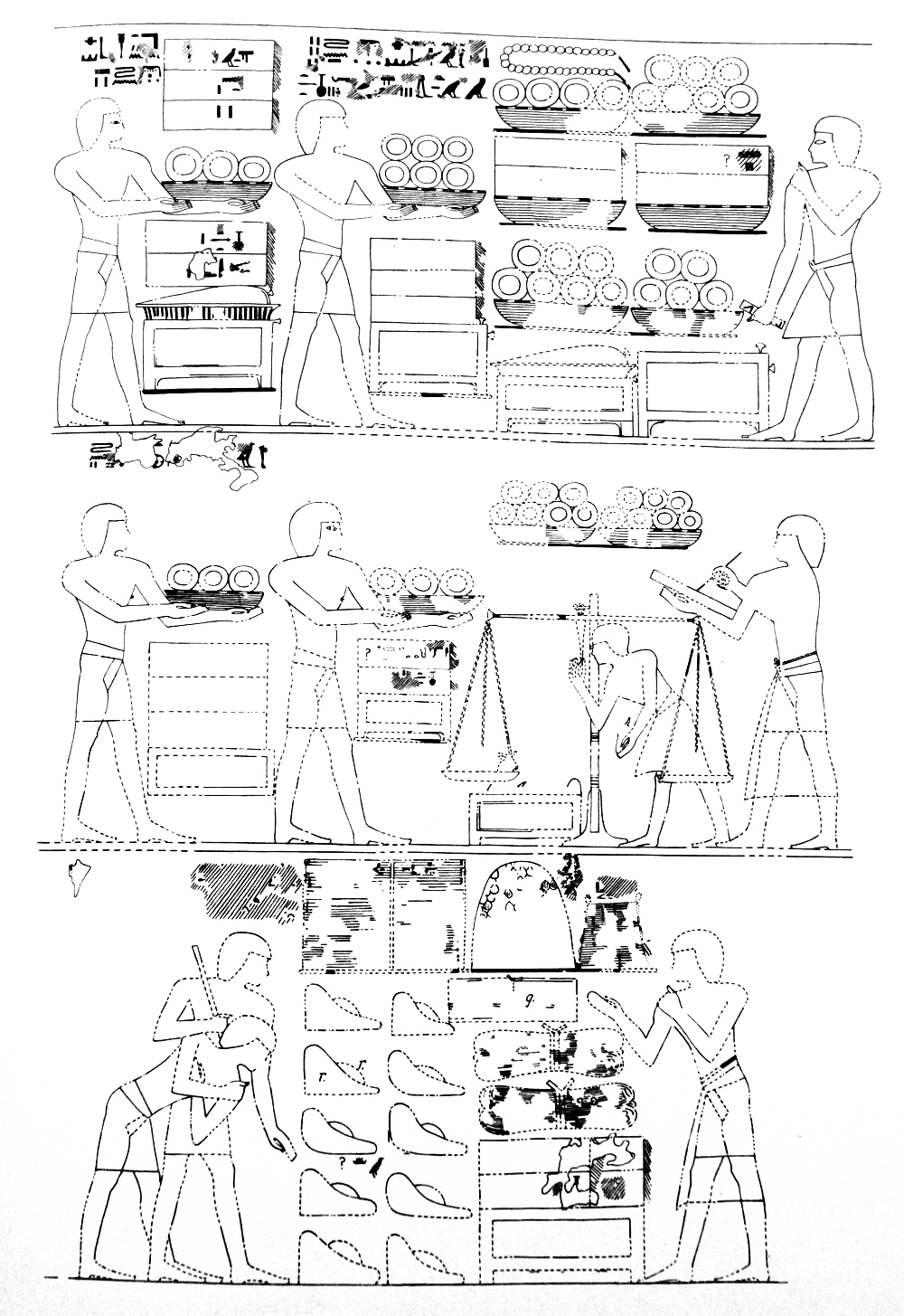
Recaptació d'impostos a les viles meridionals. Reproducció de Garis Davies, 1935.
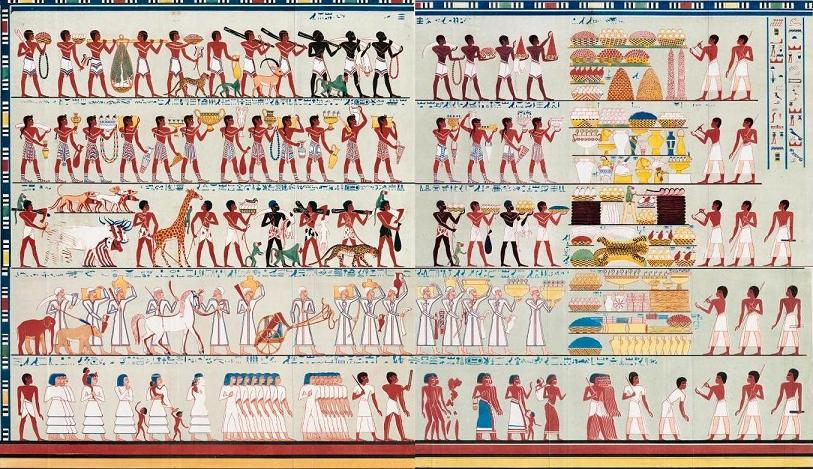
Grups de representants estrangers duen tributs a Rekhmire. Reproducció de George Alexander Hoskins, 1835.